# Centurions Alessandria
I Centurions Alessandria sono stati una squadra di football americano e flag football di Alessandria. Sono stati fondati nel 2001 e hanno chiuso nel 2013. Hanno partecipato al primo livello del campionato italiano di football americano nel 2008.

## Dettaglio stagioni

### Tornei nazionali

#### Campionato

##### Serie A
| Stagione | regular season | regular season | regular season | regular season | regular season | regular season | playoff | playoff | playoff | playoff | playoff | playoff   | playoff    |
|          | Vin            | Par            | Per            | Tot            | PF             | PS             | Vin     | Per     | Tot     | PF      | PS      | risultato | avversaria |
| -------- | -------------- | -------------- | -------------- | -------------- | -------------- | -------------- | ------- | ------- | ------- | ------- | ------- | --------- | ---------- |
| 2008     | 0              | 0              | 8              | 8              | 31             | 200            | -       | -       | -       | -       | -       | -         | -          |
| Totale   | 0              | 0              | 8              | 8              | 31             | 200            | -       | -       | -       | -       | -       |           |            |

Fonte: Enciclopedia del Football - A cura di Roberto Mezzetti

##### Serie A2
| Stagione | regular season | regular season | regular season | regular season | regular season | regular season | playoff | playoff | playoff | playoff | playoff | playoff   | playoff    |
|          | Vin            | Par            | Per            | Tot            | PF             | PS             | Vin     | Per     | Tot     | PF      | PS      | risultato | avversaria |
| -------- | -------------- | -------------- | -------------- | -------------- | -------------- | -------------- | ------- | ------- | ------- | ------- | ------- | --------- | ---------- |
| 2006     | 0              | 0              | 7              | 7              | 40             | 239            | -       | -       | -       | -       | -       | -         | -          |
| 2007     | 0              | 0              | 8              | 8              | 55             | 220            | -       | -       | -       | -       | -       | -         | -          |
| Totale   | 0              | 0              | 15             | 15             | 95             | 459            | -       | -       | -       | -       | -       |           |            |

Fonte: Enciclopedia del Football - A cura di Roberto Mezzetti

##### Serie C/Arena League/CIF9
| Stagione | regular season | regular season | regular season | regular season | regular season | regular season | playoff | playoff | playoff | playoff | playoff | playoff              | playoff            |
|          | Vin            | Par            | Per            | Tot            | PF             | PS             | Vin     | Per     | Tot     | PF      | PS      | risultato            | avversaria         |
| -------- | -------------- | -------------- | -------------- | -------------- | -------------- | -------------- | ------- | ------- | ------- | ------- | ------- | -------------------- | ------------------ |
| 2004     | 3              | 0              | 4              | 7              | 162            | 193            | 0       | 1       | 1       | 21      | 41      | Quarti di finale     | Rhinos Milano      |
| 2005     | 3              | 0              | 3              | 6              | 114            | 106            | -       | -       | -       | -       | -       | -                    | -                  |
| 2009     | 4              | 0              | 2              | 6              | 110            | 100            | 0       | 1       | 1       | 14      | 25      | Ottavi di finale     | Puma Vimodrone     |
| 2010     | 3              | 0              | 3              | 6              | 129            | 82             | 0       | 1       | 1       | 20      | 34      | Ottavi di finale     | Aquile Ferrara     |
| 2011     | 1              | 0              | 5              | 6              | 53             | 154            | -       | -       | -       | -       | -       | -                    | -                  |
| 2012     | 3              | 0              | 3              | 6              | 78             | 157            | 0       | 1       | 1       | 8       | 28      | Sedicesimi di finale | Hurricanes Vicenza |
| Totale   | 17             | 0              | 20             | 37             | 646            | 792            | 0       | 4       | 4       | 63      | 128     |                      |                    |

Fonte: Enciclopedia del Football - A cura di Roberto Mezzetti

#### North Western Conference

##### NWC (quarto livello)
| Stagione | regular season | regular season | regular season | regular season | regular season | regular season | playoff | playoff | playoff | playoff | playoff | playoff   | playoff    |
|          | Vin            | Par            | Per            | Tot            | PF             | PS             | Vin     | Per     | Tot     | PF      | PS      | risultato | avversaria |
| -------- | -------------- | -------------- | -------------- | -------------- | -------------- | -------------- | ------- | ------- | ------- | ------- | ------- | --------- | ---------- |
| 2003     | 3              | 0              | 5              | 8              | 108            | 119            | -       | -       | -       | -       | -       | -         | -          |
| Totale   | 3              | 0              | 5              | 8              | 108            | 119            | -       | -       | -       | -       | -       |           |            |

Fonte: Enciclopedia del Football - A cura di Roberto Mezzetti

#### Campionati giovanili

##### Under 21
| Stagione | regular season | regular season | regular season | regular season | regular season | regular season | playoff | playoff | playoff | playoff | playoff | playoff          | playoff       |
|          | Vin            | Par            | Per            | Tot            | PF             | PS             | Vin     | Per     | Tot     | PF      | PS      | risultato        | avversaria    |
| -------- | -------------- | -------------- | -------------- | -------------- | -------------- | -------------- | ------- | ------- | ------- | ------- | ------- | ---------------- | ------------- |
| 2005     | 0              | 0              | 4              | 4              | 12             | 141            | -       | -       | -       | -       | -       | -                | -             |
| 2006     | 1              | 0              | 2              | 3              | 20             | 43             | 1       | 1       | 2       | 22      | 44      | Quarti di finale | Duchi Ferrara |
| 2007     | 1              | 0              | 3              | 4              | 88             | 92             | -       | -       | -       | -       | -       | -                | -             |
| Totale   | 2              | 0              | 9              | 11             | 120            | 276            | 1       | 1       | 2       | 22      | 44      |                  |               |

Fonte: Enciclopedia del Football - A cura di Roberto Mezzetti

#### Altri tornei

##### Pirates Christmas Bowl
| Stagione | regular season | regular season | regular season | regular season | regular season | regular season | playoff | playoff | playoff | playoff | playoff | playoff    | playoff                |
|          | Vin            | Par            | Per            | Tot            | PF             | PS             | Vin     | Per     | Tot     | PF      | PS      | risultato  | avversaria             |
| -------- | -------------- | -------------- | -------------- | -------------- | -------------- | -------------- | ------- | ------- | ------- | ------- | ------- | ---------- | ---------------------- |
| 2009     | -              | -              | -              | -              | -              | -              | 0       | 1       | 1       | 0       | 12      | Semifinale | Bills Cavallermaggiore |
| Totale   | -              | -              | -              | -              | -              | -              | 0       | 1       | 1       | 0       | 12      |            |                        |

Fonte: Enciclopedia del Football - A cura di Roberto Mezzetti

##### American Football Association Piemonte
| Stagione | regular season | regular season | regular season | regular season | regular season | regular season | playoff | playoff | playoff | playoff | playoff | playoff    | playoff            |
|          | Vin            | Par            | Per            | Tot            | PF             | PS             | Vin     | Per     | Tot     | PF      | PS      | risultato  | avversaria         |
| -------- | -------------- | -------------- | -------------- | -------------- | -------------- | -------------- | ------- | ------- | ------- | ------- | ------- | ---------- | ------------------ |
| 2009     | 0              | 0              | 2              | 2              | 0              | 8              | -       | -       | -       | -       | -       | -          | -                  |
| 2010     | -              | -              | -              | -              | -              | -              | 0       | 1       | 1       | 6       | 7       | Semifinale | Bad Bees Avigliana |
| Totale   | 0              | 0              | 2              | 2              | 0              | 8              | 0       | 1       | 1       | 6       | 7       |            |                    |

Fonte: Enciclopedia del Football - A cura di Roberto Mezzetti

### Riepilogo fasi finali disputate
| Anno | Luogo            | Evento                                 | Fase del torneo      | Incontro                                        | Risultato |
| 2004 | Milano           | Nine Bowl                              | Quarti di finale     | Rhinos Milano - Centurions Alessandria          | 41 - 21   |
| 2006 | Tassarolo        | Youngbowl                              | Quarti di finale     | Centurions Alessandria - Duchi Ferrara          | 14 - 44   |
| 2009 | Vimodrone        | Arena Bowl                             | Ottavi di finale     | Puma Vimodrone - Centurions Alessandria         | 25 - 14   |
| 2009 | Loano            | Pirates Christmas Bowl                 | Semifinale           | Bills Cavallermaggiore - Centurions Alessandria | 12 - 0    |
| 2010 | Ferrara          | Nine Bowl                              | Ottavi di finale     | Aquile Ferrara - Centurions Alessandria         | 34 - 20   |
| 2010 | Cavallermaggiore | American Football Association Piemonte | Semifinale           | Bad Bees Avigliana - Centurions Alessandria     | 7 - 6     |
| 2012 | Creazzo          | Nine Bowl                              | Sedicesimi di finale | Hurricanes Vicenza - Centurions Alessandria     | 28 - 8    |